# Cape Photographic Durchmusterung
Le Cape Photographic Durchmusterung (noté CPD) est un catalogue d'étoiles établi à l'observatoire du Cap, en Afrique du Sud, vers 1896. 
Il recense environ 450 000 étoiles de l'hémisphère sud, entre -18 et -90° de déclinaison. Ce catalogue vient compléter le Bonner Durchmusterung.